# Grofija Galway
Grofija Galway (irsko Contae na Gaillimhe) je grofija na Irskem sredi zahodne Irske in je del province Connacht (angleško Connaught). Imenuje se po mestu Galway. Na zahodu grofije je več irsko govorečih območij.
Po popisu 2016 ima 258.552 prebivalcev. 

## Zgodovina
Prvi prebivalci na območju Galwaya so prispeli pred več kot 7000 leti. Arheološki ostanki gospodinjskih odpadkov kažejo obstoj ljudi že leta 5000 pred našim štetjem.
Grofijo je prvotno sestavljalo več kraljestev in ozemelj, ki so predniki grofije. Ta kraljestva so bila Aidhne, Uí Maine, Maigh Seóla, Conmhaícne Mara, Soghain in Máenmaige. Grofija Galway je postala uradna entiteta okoli leta 1569. Grofiji pripadajo tudi številni naseljeni otoki, kot so Oileáin Árann (Aranski otoki) in Inis Bó Fine (Inishbofin).
S prihodom krščanstva so bili v grofiji zgrajeni številni samostani, ki so hranili pisne listine o dogodkih na tem območju in o ljudeh. Temu so sledile številne pravne listine, rodovniški dnevniki, kronike in razni zapisi. Rokopisi z omembo Galwaya so:
| - Crichaireacht cinedach nduchasa Muintiri Murchada - Kronika Lough Céja - Kronika Connachta - Triallam timcheall na Fodla - Leabhar Adhamh Ó Cianáin - Leabhar Ua Maine - Knjiga družb Galwaya - Knjiga o družini Bourke - Kronika štirih mojstrov | - Leabhar na nGenealach - Cuimre na nGenealach - Popis umrlih v frančiškanskem samostanu v Galwayu - Kronika Poor Clares - Dominikanska kronika Athenry - Ogygia (Ogigija) - Zahodni ali Iar-Connacht - Lynchev rokopis |

## Irski jezik
Skoraj 20 % prebivalstva grofije Galway živi v Gaeltachtu (gelsko govoreča območja). Je središče največjega irskega govornega območja na Irskem. Na njem živi več kot 48.907 ljudi in se razteza od mesta Galway na zahodu čez Connemaro. Regijo sestavljajo irsko govoreča območja: Galway mesto (deli mesta), Cois Fharraige, Conamara Theas, Aranski otoki in Duiche Sheoigheach.
Pouk v šolah poteka v irščini, tudi na tretji stopnji, na kolidžu, ga uporabljajo (Acadamh na hOllscolaíochta Gaeilge) v Carraroeu in Carni. Clifden je največje mesto v regiji. Mesto Galway je tudi sedež edinega gledališča v irskem jeziku na Irskem, Taibhdhearc na Gaillimhe. Imajo tudi medije v irskem jeziku, radijsko postajo Raidió na Gaeltachta in časopis Foinse v Carraroeu ter javno  televizijo TG4 v Bailu na hAbhannu. Aranski otoki so tudi del irsko govorečega območja.
V grofiji Galway je približno 30.000 do 40.000 irskih govorcev. Po popisu 2011 imata mesto Galway in grofija 48.907 prebivalcev, od katerih 30.978 lahko govori irsko, 23.788 se je opredelilo za avtohtone irske govorce, medtem ko jih 7190 govori irsko samo v šoli. 3006 jih obiskuje deset irskih osnovnih šol (Gailskola) in tri srednje šole (Gaelcholáiste) zunaj Galwaya . Po irskem popisu 2006 je bilo v okrožju 10.788 ljudi, ki so vsakodnevni irski govorci zunaj izobraževalnega sistema.

## Lokalna uprava
Pred sprejetjem Zakona o lokalni samoupravi iz leta 2001 je bila grofija enotna celota za upravne namene, čeprav je imela dva lokalna organa. Po reorganizaciji se je zmanjšal geografski obseg grofije na ozemlje pod pristojnostjo mestnega sveta Galwaya. Grofija je omejena na območje, ki je v pristojnosti okrožnega sveta Galwaya. Vsak lokalni organ se uvršča enako kot lokalne upravne enote prve stopnje regije NUTS 3, Zahodna regija za Eurostat. Pristojnost grofijskega sveta Galwaya vključuje nekatera predmestna naselja, ki niso v pristojnosti mestnega sveta Galwaya. Oba lokalna organa sta odgovorna za posamezne storitve, kot so komunala, načrtovanje in razvoj, knjižnice, obdavčitev motornih vozil, lokalne ceste in socialna stanovanja.

## Geografija
Galway je po obsegu ena največjih irskih grofij, zavzema 2. mesto med 32 grofijami. Sem spadajo tudi Aranski otoki.
Relief: grofija je sestavljena iz dveh povsem različnih pokrajin. Zahodni del je hribovit, tu je tudi najvišji vrh Benbon, 729 m. Najbolj znano pogorje je Dvanajst vrhov (Twelve Bens). Vzhodni del je ravninski nadmorske višine med 50 in 100 m. Je bolj kmetijsko območje.
Vode: grofija je bogata z vodami. Ima dolgo obalo proti Atlantiku na zahodu in jugozahodu. Je več manjših rek, najbolj znana je reka Korib z istoimenskim jezerom. Mnogo je tudi jezer, največje je jezero Korib, drugo po velikosti v Irski. Ostala so še: Lough Derg, Lough Mask in številna manjša.

### Podnebje
Na grofijo Galway, ki leži na zahodni obali Irske, neposredno vpliva Zalivski tok. Temperaturne skrajnosti so redke in kratkotrajne, čeprav kopenska območja, zlasti vzhodno od Corriba, lahko dosežejo najvišje poletne temperature na otoku (včasih več kot 30 °C). Nasprotni učinek se lahko pojavi pozimi. Na splošno pa na Galway vplivajo predvsem atlantski zračni tokovi, ki prinašajo veliko padavin. Padavine so vsak mesec v letu, čeprav so jesenski in zimski meseci še posebej mokri, saj se atlantska ciklonska aktivnost poveča in prehaja čez območje in okoli njega. Za Galway so značilne tudi močnejše nevihte, ki se lahko pojavijo med avgustom in marcem. Grofija v povprečju prejme približno 1300 mm padavin letno, nekatera območja vzdolž zahodne obale pa do 1900 mm in več. Skrajne vremenske razmere, kot so snežni metež, nevihte, poplave in toča, so redke, čeprav se pojavljajo, zlasti kadar so zračne mase celinskega izvora prekrite z bolj vlažnimi in nestabilnimi atlantskimi tokovi.

### Prebivalstvo
Po podatkih popisa 2011 je na območju grofije Galway živelo okoli 250 000 prebivalcev, večinoma etničnih Ircev. To je za 80 % manj kot ob popisu leta 1841, pred veliko lakoto in izseljevanjem. Zadnja desetletja število prebivalcev raste za približno 1 % letno.

### Rastlinstvo in živalstvo
Je ena najredkeje naseljenih grofij z različno naravo. Biotska pestrost regije je največja v  Connemarskem narodnem parku na zahodu grofije.

### Največja naselja v grofiji Galway (stanje 2011)
- Galway, 76.778
- Tuam, 8242
- Ballinasloe, 6659
- Loughrea, 5062
- Oranmore, 4799

## Gospodarstvo
Pri Tynaghu so ostanki svinca in cinka. Kmetijstvo sestavljajo pašno kmetijstvo, ovčarstvo in mlekarstvo. Poleg tega pridelujejo ječmen, pšenico, krompir in sladkorno peso. V zadnjih letih, zlasti v okolici mesta Galway, je neverjeten gospodarski razcvet, katerega konec še ni viden.

## Znamenitosti
Veliko je prazgodovinskih spomenikov (Crannagh, Mweelin, kamniti krog Moanmore vzhod in keltski kamen Turoe), različnih starih krajev, kot sta Cairns, Crannógs, utrdbe, sveti izviri, keltski križi, cerkve in samostani, megalitske znamenitosti, menhirji, okrogli stolpi, kleti, kamnite grobnice, kamniti krogi in vrste kamnov.